# 582
582（五百八十二、五八二、ごひゃくはちじゅうに）は、自然数または整数において、581の次で583の前の数である。

## 性質
- 582は合成数であり、約数は1, 2, 3, 6, 97, 194, 291, 582である。
  - 約数の和は1176。
  - 142番目の過剰数である。1つ前は580、次は588。
- 69番目の楔数である。1つ前は561、次は590。
- 8つの連続する素数の和である。1つ前は546、次は620。
582 = 59 + 61 + 67 + 71 + 73 + 79 + 83 + 89
- 偶数のノントーティエントである。
- 582 = 22 + 72 + 232 = 22 + 172 + 172 = 52 + 142 + 192 = 72 + 72 + 222 = 102 + 112 + 192
  - 3つの平方数の和5通りで表せる30番目の数である。1つ前は579、次は585。(オンライン整数列大辞典の数列 A025325)
- 582 = 22 + 72 + 232 = 52 + 142 + 192 = 102 + 112 + 192
  - 異なる3つの平方数の和3通りで表せる58番目の数である。1つ前は579、次は584。(オンライン整数列大辞典の数列 A025341)
- 異なる4つの平方数の和20通りで表せる最小の数である。次は590。
  - 異なる4つの平方数の和 n 通りで表せる最小の数である。1つ前の19通りは450、次の21通りは594。(オンライン整数列大辞典の数列 A025417)
- 約数の和が582になる数は1個ある。(386) 約数の和1個で表せる111番目の数である。1つ前は578、次は592。
- 各位の和が15になる38番目の数である。1つ前は573、次は591。

## その他 582 に関連すること
- 西暦582年
- 紀元前582年
- 国鉄モハネ582形電車
- 582空